# Hydra Beats, Vol. 5
Albums de The Beatnuts
Stone Crazy
(1997) Remix EP: The Spot
(1998)
Hydra Beats, Vol. 5 est album instrumental des Beatnuts, sorti le 7 juillet 1997.

## Liste des titres
| No  | Titre               | Contient un (des) sample(s) de                                                        | Durée |
| --- | ------------------- | ------------------------------------------------------------------------------------- | ----- |
| 1.  | Relax Yourself      |                                                                                       | 2:58  |
| 2.  | Throw Your Hands Up |                                                                                       | 2:41  |
| 3.  | Purse Snatcher      |                                                                                       | 2:47  |
| 4.  | The Chase           |                                                                                       | 3:31  |
| 5.  | Out of State Case   |                                                                                       | 3:06  |
| 6.  | I Can't Relate      | The Warnings (Part II) de David Axelrod                                               | 2:42  |
| 7.  | Bum Rush            | A Love Supreme d'Alice Coltrane                                                       | 2:13  |
| 8.  | Highly Recognized   | Inside My Love de Jimmy Stewart Nobody Beats the Biz de Biz Markie featuring T.J Swan | 3:12  |
| 9.  | Homo Victim         |                                                                                       | 2:58  |
| 10. | Gonna Fly           |                                                                                       | 2:31  |
| 11. | Jungle Gook         |                                                                                       | 2:36  |
| 12. | Crab Niggas         |                                                                                       | 1:38  |